# 100 balas
100 Balas (100 Bullets en su edición original) es una historieta de la editorial Vertigo Comics, la versión adulta de la editorial DC Comics, escrita por el norteamericano Brian Azzarello y el argentino Eduardo Risso. Fue ganadora de los premios Eisner y Harvey. Originalmente cuenta con 100 números.

## Historia
100 Bullets mezcla la novela negra con un thriller conspiratorio. La historia plantea la premisa sobre qué pasaría si una persona cuya vida ha sido arruinada recibe 100 balas irrastreables para asesinar a quien quisiera. Estas armas son entregadas por el misterioso Agente Graves, líder de una organización conocida como los Minutemen o Milicianos, una fuerza parapolicial instaurada por la organización clandestina conocida como "The Trust". Gradualmente, la premisa original es dejada a un segundo plano en favor de la historia detrás de las armas, y la organización que las otorga. La historia transcurre varios años después de que los Minutemen fueran traicionados por el Trust y fueran desbandados.
El Agente Graves, a través de la entrega de las armas a nueva gente y la reactivación de los Minutemen, busca enfrentarse a las trece familias del Trust.

## Estilo
Brian Azzarello es reconocido por el uso de un amplio manejo de las voces de sus personajes, que hacen un extensivo uso de jerga y de dialectos regionales y personales, así como gran cantidad de metáforas. El estilo de la serie es oscuro y violento, acorde con el género pulp. A su vez, los dibujos de Risso tienden a la línea simple y clara, con trazos gruesos que generan un ligero efecto máscara (una simplificación leve del realismo).

## Personajes
- Agente Graves: un misterioso hombre que entrega un maletín con cien balas irrastreables, líder de los Minutemen.

- Mr. Sheperd: Señor de la Guerra del Trust, es un hombre de mediana edad,que se encargó de llevar a cabo el cometido del Trust, y desarmó a los Minutemen sin matarlos. Participa en la reactivación de los mismos, y su papel no queda muy claro hasta los últimos números.

- Megan Dietrich: Femme fatale, mujer muy joven cabeza de la familia Dietrich de la organización clandestina el Trust.

- Minutemen: siete asesinos muy habilidosos, entrenados para ser la fuerza "policial" que contenga los excesos entre las familias de trust. Los miembros de la vieja guardia son:

- El Perro (Lono): hawaiano sádico y brutal, excepcionalmente fuerte y resistente, más tarde ascendido a Señor de la Guerra del Trust.

- El Lobo (Cole Burns): el agente más fiel, tras su desactivación trabaja vendiendo helados a los niños y tiene novia.

- La Lluvia (Victor Ray): hombre de pocas palabras, despiadado. Aparece por primera vez en el capítulo #50. Es el primero en ser reactivado.

- El Bastardo (Milo Garret): antiguamente Minutemen, el Bastardo aparentemente era el más irrevocable y voluntarioso de ellos, pero luego (tras la desactivación) es convertido en un detective privado, y rehúsa recuperar sus recuerdos. Es reemplazado por Loop.

- El Santo (Remi Rome): el más joven e irresponsable de los Minutemen antes de que los desbandaran. Tiene un hermano y parece como mínimo tan sádico como Lono.

- El Monstruo (Jack Daw): hombre gigantesco y muy resistente, incapaz de sentir dolor. Tras su desactivación, cayó en un infierno de adicciones y trabajos mal pagados.

- El Puntero (Wylie Times): aparentemente, el más inteligente y equilibrado de los Minutemen, es el único que pareciera tener escrúpulos en su trabajo. También era el mejor hombre de Graves. Tras su desactivación, trabaja de playero de estación de servicio en El Paso, Texas.